# Guin
"Guin" é também o nome francês para Düdingen, na Suíça.
Guin é uma cidade localizada no estado americano do Alabama, no Condado de Marion.

## Demografia
Segundo o censo americano de 2000, a sua população era de 2389 habitantes.
Em 2006, foi estimada uma população de 2242, um decréscimo de 147 (-6.2%).

## Geografia
De acordo com o United States Census Bureau, a localidade tem uma área de 32,3 km², sem área coberta por água. Guin localiza-se a aproximadamente 137 m acima do nível do mar.

## Localidades na vizinhança
O diagrama seguinte representa as localidades num raio de 24 km ao redor de Guin.